# Gilson (jogador de futsal)
Gilson Matos Moreira (nascido em 21 de julho de 1961) é um ex-jogador brasileiro de futsal, que atuava na posição de ala. Gilson fez parte da Seleção Brasileira de Futsal que conquistou o primeiro título mundial em 1989.